# Hauptinsel

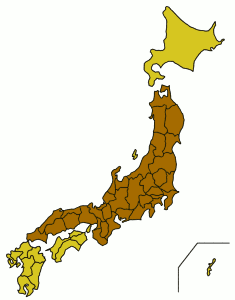
Honshū (dunkel gefärbt), die größte Hauptinsel Japans

Von einer Hauptinsel spricht man, wenn in einer Inselgruppe eine einzelne Insel die bei weitem größte oder bedeutendste ist (wirtschaftlich, politisch, religiös, kulturell). Einige Inselgruppen haben auch zwei, drei oder vier Hauptinseln.
Bei manchen Inselgruppen hat die Hauptinsel keinen eigenen, von dem der Inselgruppe abweichenden Namen. Beispiele sind Mainland (Orkney) und Mainland (Shetland) (Mainland ist hier englisch für Hauptinsel).
Die der Hauptinsel benachbarten Inseln einer Gruppe nennt man Nebeninseln.

## Inselgruppen mit mehreren Hauptinseln
Japan hat vier große Inseln, von Norden nach Süden: Hokkaidō, Honshū, Shikoku und Kyūshū. Honshū (Hondo), die größte und wichtigste Insel, nimmt rund 60 Prozent der Landesfläche ein. Auf ihr leben etwa 70 % der Bewohner Japans.
Indonesien besteht aus 17.508 Inseln, davon sind 6044 bewohnt. Die flächenmäßig größten sind die indonesischen Teile Borneos (Kalimantan) und Neuguineas sowie Sumatra und Sulawesi (Celebes). Hauptinsel jedoch ist Java, auf der mit etwa 130 Millionen Menschen über 60 % der Bevölkerung des Inselstaates leben, die aber nur 7 % der Staatsfläche ausmacht und Indonesiens fünftgrößte Insel darstellt. Im Umsiedlungsprojekt Transmigrasi wurden in den letzten Jahrzehnten mehrere Millionen Menschen von Java nach Sumatra, Westneuguinea, Kalimantan und Sulawesi umgesiedelt. 
Mehrere kleine Inseln, aber mit jeweils fast gleich großen Flächen, haben beispielsweise die Färöer, die Salomonen, die Nikobaren und Vanuatu.

## Inselgruppen mit zwei Hauptinseln
Bei den Philippinen mit ihren 7100 Inseln sind Luzon und Mindanao die zwei Hauptinseln. Luzon misst 110.000 km², hat 48 Millionen Einwohner und beherbergt Manila, die Hauptstadt der Philippinen. Mindanao, die mit 95.000 km² nur wenig kleinere Südinsel hat 22 Millionen Einwohner. Rund 65 % der Filipinos wohnen auf diesen zwei Hauptinseln.
Über tausendmal dünner besiedelt sind die subantarktischen Falklandinseln. Ihre 200 Eilande sind meist nur einige Quadratkilometer groß, während die Ost- und Westinsel je eine Fläche von 6000 km² haben. Den nur 3000 Bewohnern stehen immerhin 600.000 Schafe gegenüber.
Fast gleich bedeutend sind die zwei Teile Neuseelands. Auf der klimatisch angenehmeren Nordinsel liegt die Hauptstadt Wellington, auf der landschaftlich reizvollen Südinsel der höchste Berg der Neuseeländischen Alpen (3763 m).
Ähnlich „ausgeglichen“, aber nur ein Fünfzehntel so groß, sind die zwei Fidschi-Inseln.
Die riesigen arktischen Doppelarchipele Nowaja Semlja und Sewernaja Semlja sind hingegen fast menschenleer – ähnlich wie die fünf bis acht großen Inseln der kanadischen Nordwestterritorien.

## Inselgruppen mit einer Hauptinsel
Dänemark mit seinen 470 Inseln liegt größtenteils auf der Halbinsel Jütland. Die Insel Seeland mit rund 16 % der Fläche und der Hauptstadt Kopenhagen ist aber bedeutsamer als der Festlandteil oder die übrigen Inseln. Dänemark ist das einzige Land außer Äquatorialguinea, dessen Territorium überwiegend auf dem Festland, dessen Hauptstadt aber auf einer von mehreren Inseln liegt, die in diesem Sinne die „Hauptinsel“ ist.
Zahlreiche Staaten bestehen praktisch nur aus einer Insel – allenfalls von einem Kranz winziger Eilande umgeben. Hierzu zählen vor allem:
Kuba, Jamaika, Hispaniola (zwischen Haiti und der Dominikanischen Republik geteilt), Irland (zwischen Großbritannien und der Republik Irland geteilt), Island, Malta, Madagaskar, Sri Lanka (Ceylon), Singapur und Papua-Neuguinea. Australien gilt hingegen im Gegensatz zu Grönland als Kontinent.
Weniger bedeutsam – außer teilweise für den Tourismus – sind folgende „Hauptinseln“, die in vielen Fällen einem weit entfernten Staat angehören:
Åland, Antipoden-Inseln, Azoren, Bermudas, Cookinseln, Färöer, Franz-Joseph-Land, Galápagos, Guam, Hebriden, Kerguelen, Kommandeur-Inseln, Korsika, Mauritius, Neukaledonien, Osterinsel, Réunion, Samoa, Seychellen, Shetlandinseln, St. Lucia, St. Kitts, St. Martin, Südgeorgien, Tahiti, Tasmanien, Timor, Trinidad, Tuvalu.